# Fast Ferry
Fast Ferry es una desaparecida empresa fluvial de pasajeros que realizaba el cruce entre Buenos Aires - República Argentina y Colonia del Sacramento - República Oriental del Uruguay. Ofrecía dos servicios diarios a Colonia (Tres en temporada alta) y combinación en ómnibus a la ciudad de Montevideo. 
La empresa se gestó a partir de que los familiares del capitán Horacio Pietranera, dueño de Ferrylíneas Argentinas, fueran presionados por el grupo Los Cipreses S.A. (Buquebús) y obligados a vender la empresa. A partir de ello, un grupo de exmiembros de Ferrylíneas decidieron hacerle frente al monopolio e incorporar un buque de bandera argentina.
Para prestar el servicio, inicialmente se trajo al Río de la Plata el ferry "Solidor 2" (Ex "Langeland II), el cual se incorporó en 1998. Este buque, construido en Holanda en 1977, era operado por la firma francesa "Emeraude Lines", y fue incorporado a la bandera argentina mediante el sistema de "arrendamiento a casco desnudo". Su terminal estaba ubicada en Darsena Sur, en Av. Pedro de Mendoza 330 (donde hoy funciona la terminal de Colonia Express). Dejó de operar a finales de julio de 2001.
La empresa FAST FERRY S.A. estaba registrada en la Inspección General de Justicia de la República Argentina bajo el N.º 1625729, Su composición accionaria estaba conformada de la siguiente manera:

## Accionistas principales
- 20% = Sr. José Alberto Arroyo Frache (uruguayo): Exgerente de operaciones de Ferrylíneas, Presidente de la empresa desde septiembre de 1998 hasta marzo de 1999. 
- 20 % = Ing. Juan José García: Presidente de la empresa desde marzo de 1999 hasta septiembre de 2000.
- 20 % = Cap. Héctor Francisco González Caneda: Excapitán suplente del Seacat "Great Britain" que Ferrylíneas operó en sus últimas temporadas. Asumió la presidencia de la empresa en septiembre de 2000, y la entregó en abril de 2001.

## Accionistas minoritarios
- 24% = Compartido entre el Lic. Carlos Emilio Jutard, quien se desempeñaba como Gerente de Finanzas, y el Sr. Alfredo Piñeyro, quien se desempeñaba como Gerente Comercial.
- 11% = Compartido entre el Dr. Eduardo Papurello, apoderado legal de la empresa, y el Sr. Hernán Lapuente Arena, quien primero se desempeñara como Gerente de Armamento y luego como Gerente de Operaciones. De todos los accionistas, Lapuente Arena fue la persona que más se dedicó a tratar de hacer crecer y expandir la empresa, quien mejor relación tenía con la tripulación y personal en general, y quien se ocupó además de encabezar la lucha orientada a vencer las trabas burocráticas para el desarrollo de la navegación fluvial de pasajeros.

## Afianzamiento, proyecto de expansión y caída
(Este capítulo se encuentra en proceso de edición, rogamos consultar en breve la actualización).
- Sitio web abandonado de la empresa, donde se puede ver el logo de la compañía

- Historia e imágenes del buque "Solidor 2"

- Datos: Q2883323